# Feneste e fenestelle/Si ce lassammo
Feneste e fenestelle/Si ce lassammo, pubblicato nel 1959, è un singolo del cantante italiano Mario Trevi. Il brano Si ce lassammo raggiunse le 500 000 copie vendute, diventando disco d'oro

## Tracce
Lato A
- Feneste e fenestelle (D'Alessio-Ruocco)

Lato B
- Si ce lassammo (De Mura-D'Alessio-Ruocco)[2]

Direzione arrangiamenti: M° Mario De Angelis

## Incisioni
Il singolo fu inciso su 78 giri, con marchio Durium- serie Royal (PR 99 - PR 100), e su 45 giri, con marchio Durium- serie Royal (QCN 1050)